# Apocephalus gigantivorus
Apocephalus gigantivorus är en tvåvingeart som beskrevs av Brown 2000. Apocephalus gigantivorus ingår i släktet Apocephalus och familjen puckelflugor. Inga underarter finns listade i Catalogue of Life.